# Лопес Веларде, Рамон
Рамо́н Ло́пес Вела́рде (исп. Ramón Modesto López Velarde Berumen; 15 июня 1888, Херес-де-Гарсия-Салинас — 19 июня 1921, Мехико) — мексиканский поэт.

## Биография

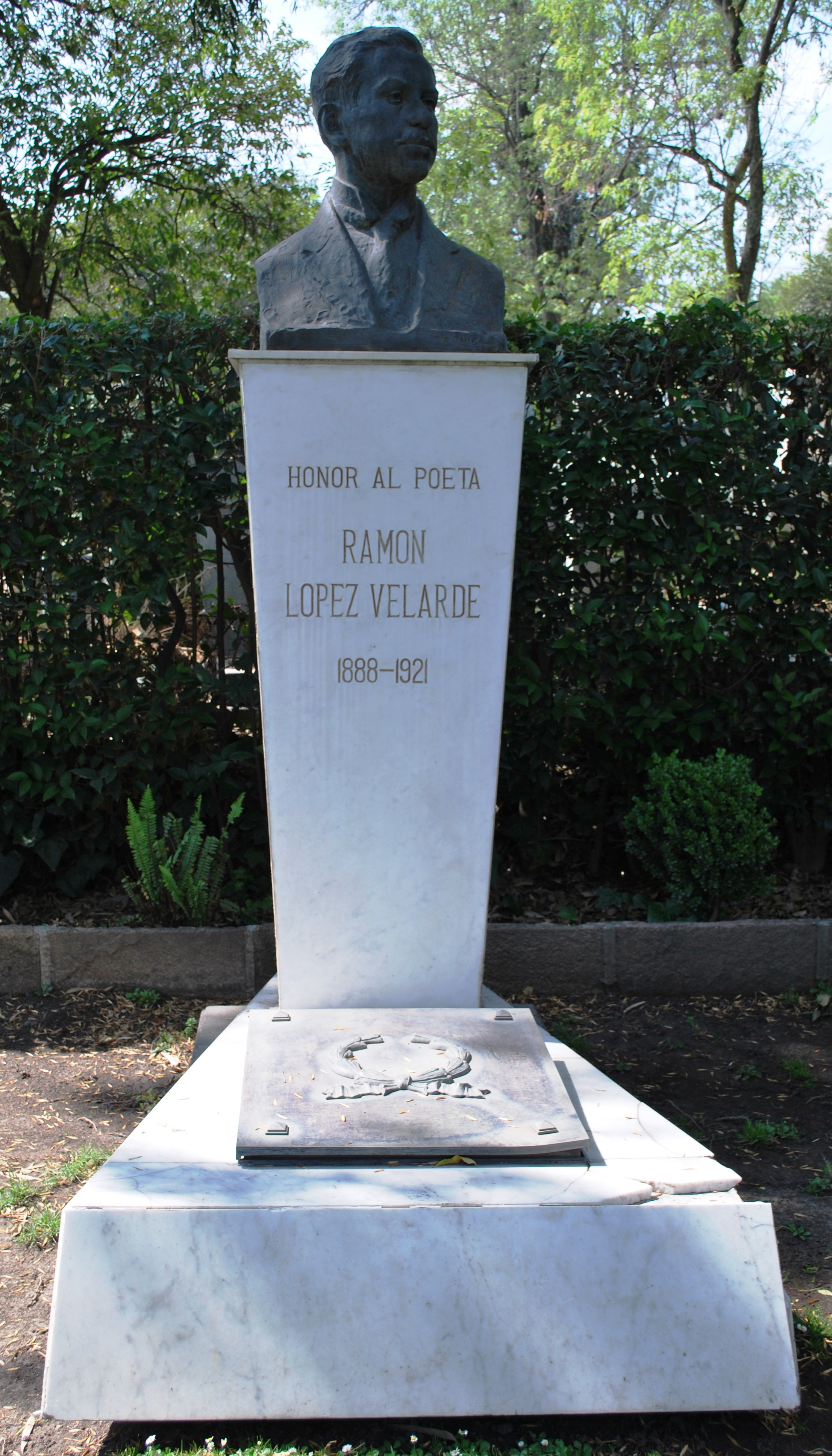
Надгробие Рамона Лопеса Веларде в Ротонде знаменитых мексиканцев

Сын малоуспешного адвоката, два года учился в католической семинарии, затем выбрал профессию отца. Убежденный католик, с 1906 печатался в различных провинциальных изданиях. В 1911, при финансовой поддержке родственников по материнской линии, окончил юридический факультет университета в Сан-Луис-Потоси, занял место судьи в небольшом городке. В годы Мексиканской революции выступал как публицист, резко критиковал Эмилиано Сапату. С 1914 жил в Мехико. Был близок к Хосе Васконселосу, поддерживал его педагогические реформы, печатал в его изданиях México Moderno и El Maestro поэзию и публицистику.
По официальной версии скончался от пневмонии, однако ходили слухи, что причиной смерти поэта был сифилис.
В 1963 году прах поэта был перезахоронен в Ротонде знаменитых мексиканцев.

## Творчество и наследие
В поэзии его ориентирами были Бодлер, Хосе Хуан Таблада, Леопольдо Лугонес. Поэтические сборники Лопеса Веларде имели успех у критики и публики. Для поэтов группы Современники он стал фигурой зачинателя новейшей мексиканской лирики. Развернутое эссе творчеству и значению Лопеса Веларде посвятил Октавио Пас, который сблизил его с Бодлером и Лафоргом (вошло в сборник Квадривий, 1965).
Музыку на стихи Лопеса Веларде писали, среди других, Карлос Чавес и Сильвестре Ревуэльтас.

## Сочинения

### Поэзия
- 1916 — La sangre devota/ Набожная кровь
- 1919 — Zozobra/ Тревога
- 1921 — La suave patria/ Нежная родина, поэма
- 1932 — El son del corazón/ Стук сердца
- 1942 — El león y la virgen, избранное

### Проза
- 1923 — El minutero/ Минутная стрелка
- 1952 — El don de febrero y otras prosas
- 1991 — Correspondencia con Eduardo J. Correa y otros escritos juveniles

## Публикации на русском языке
- [Стихи]/ Пер. П.Грушко и Б.Дубина// Поэты Мексики. М.: Художественная литература, 1975